# Schweighof (Amberg)
Schweighof ist eine in der Oberpfalz gelegene Einöde, die ein Gemeindeteil von Amberg ist.

## Lage
Der Ort befindet sich in der Region Oberpfälzer Jura und liegt in der nach der ehemaligen Gemeinde Ammmersricht benannten Gemarkung. Schweighof selbst ist einer von 23 Ortsteilen der kreisfreien Stadt Amberg. Schweighof liegt knapp vier Kilometer von der Ortsmitte der Kernstadt entfernt und acht Kilometer von Sulzbach-Rosenberg.

## Verkehr
Die Bundesstraße 299 verläuft einen halben Kilometer östlich des Ortes.